# Hydroglyphus
Hydroglyphus es un género de coleópteros adéfagos  perteneciente a la familia Dytiscidae. 

## Especies seleccionadas
- Hydroglyphus africanus	(Regimbart 1895)
- Hydroglyphus balkei	Hendrich 1999
- Hydroglyphus bilardoi	Bistrom 1986
- Hydroglyphus bivirgatus	(Guignot 1952)
- Hydroglyphus browni	(Pederzani 1982)
- Hydroglyphus capitatus	(Regimbart 1895)